# Nanorobot

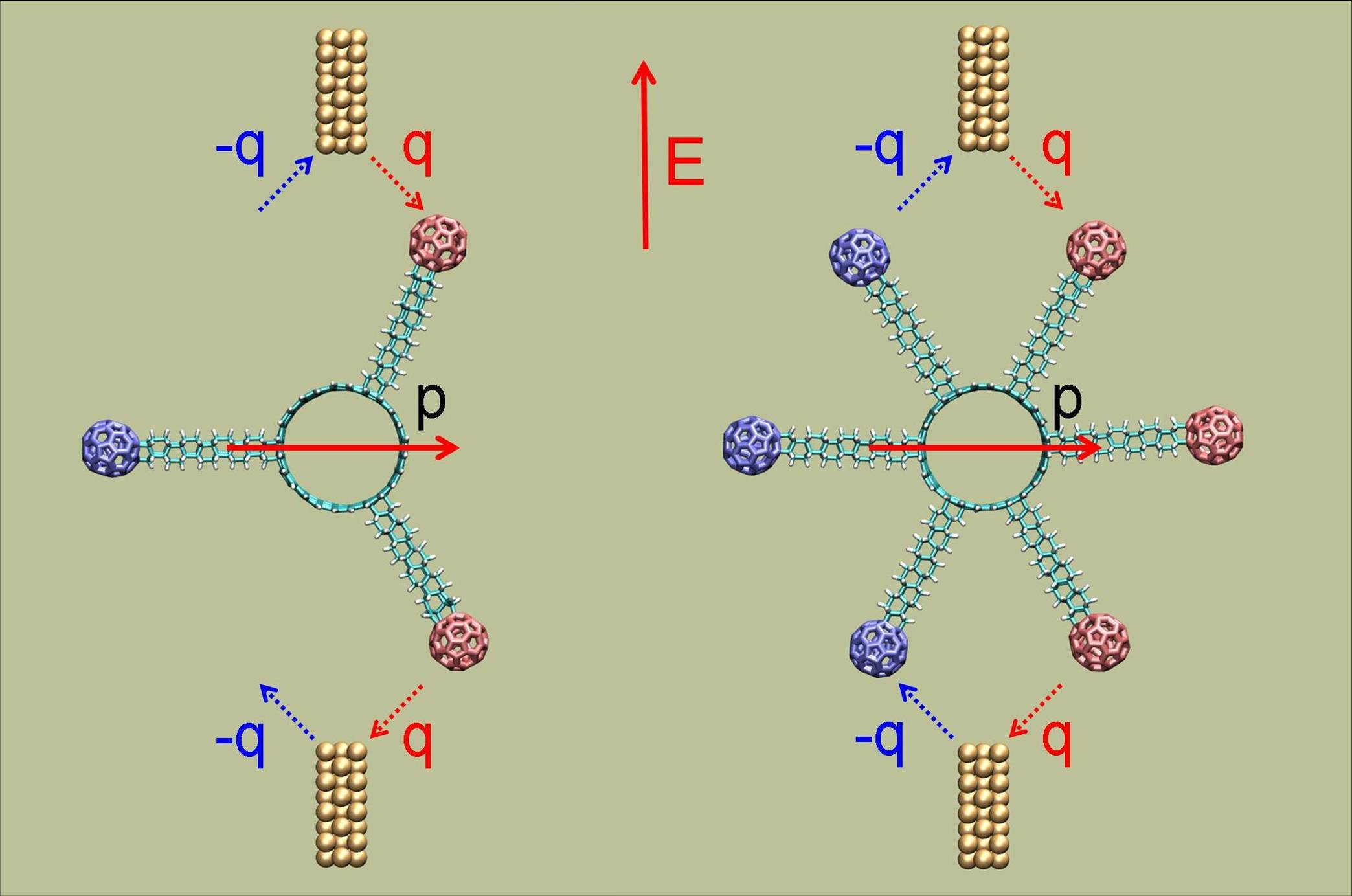
Molekulární motor

Nanorobot je miniaturní robot, molekulární stroj o velikosti řádově nanometrů resp. jednotlivých živočišných buněk. V současné době (2016) je vytvoření tak malého robota prostředky nanotechnologie velice obtížné.

## Futurologie
V oblasti futurologie a sci-fi se uvažuje o možnostech a hrozbách takovýchto mikroskopických strojů. Tématu nanorobotů se věnovali například spisovatel Stanisław Lem nebo inženýr Erik Drexler.